# Đinh Linh
Đinh Linh (tiếng Trung: 丁玲, 1904 - 1986) là bút hiệu của một nữ văn sĩ Trung Hoa.

## Tiểu sử
Đinh Linh có nguyên danh là Tưởng Vĩ (蔣偉), tự Tịnh Chi (冰之), bút danh Băng Chỉ (靜芷), Tòng Huyên (從喧); bà sinh trưởng trong một tổ ấm tiểu quý tộc tại huyện Lâm Lễ, tỉnh Hồ Nam. Cha bà không may đã từ trần khi bà mới lên 3 tuổi, mẹ đã tảo tần nuôi bà khôn lớn và điều này đã đi vào các tác phẩm của Đinh Linh một cách sâu đậm. Do cuộc sống mỗi ngày thêm sa sút, Đinh Linh buộc phải biết tự lập từ rất sớm. Vào năm 1920, theo truyền thống địa phương, Đinh Linh được sắp xếp để tới Thượng Hải kết hôn với một người bà con gần gũi, và quả thực cuộc hôn phối vội vàng không hề gây lại hạnh phúc cho thiếu nữ này.

## Sự nghiệp

### Đoản thiên
- Zai hei’an zhong [In the Darkness]. 1928.
- Zisha riji [Diary of a Suicide]. 1928.
- Yige nüren [A Woman]. 1928.
- Shujia zhong [During the Summer Holidays]. 1928.
- Awei guniang [The Girl Awei]. 1928.
- Shui [Water]. 1930.
- Yehui [Night Meeting]. 1930.
- Zai yiyuan zhong [In the Hospital]. 1941.
- Ding Ling wenji [Works of Ding Ling], Hunan Renmin Chubanshe. 6 vols. 1982.
- Ding Ling xuanji [Selected Works of Ding Ling], Sichuan Renmin Chubanshe. 3 vols. 1984.

### Tiểu thuyết
- Meng Ke. 1927.
- Shafei nüshi riji. February 1928, Xiaoshuo yuebao (short story magazine); as Miss Sophia's Diary, translated by Gary Bjorge, 1981.
- Weihu. 1930.
- Muqin. 1930; as Mother, translated by Tani Barlow, 1989.
- 1930 Chun Shanghai. 1930; as Shanghai, Spring, 1930, translated by Tani Barlow, 1989.
- Zai yiyuan zhong. 1941; as In the Hospital, translated by Gary Bjorge, 1981.
- Wo zai Xia cun de shihou. 1941; as When I Was in Xia Village, translated by Gary Bjorge, 1981.
- Taiyang zhao zai Sanggan he shang. Guanghua shudian. September 1948; as The Sun Shines Over Sanggan River, translated by Gladys Yang and Yang Xianyi, Panda Books, 1984.
- Du Wanxiang. 1978; as Du Wanxiang, translated by Tani Barlow, 1989.

## Ảnh hưởng
- Chinese Writers on Writing featuring Ding Ling. Ed. Arthur Sze. (Trinity University Press, 2010).
- Alber, Charles J. Embracing the Lie: Ding Ling and the Politics of Literature in the PRC. Westport, CT: Praeger, 2004. 1 copy.
- Barlow, Tani, "Gender and Identity in Ding Ling's 'Mother.'" Modern Chinese Literature 2, 2 (1986): 123–42.
- Barlow, Tani, The Question of Women in Chinese Feminism. Durham, Duke University Press, 2004. 1 copy. (contains material on Ding Ling).
- Bjorge, Gary J. "'Sophia's Diary': An Introduction." Tamkang Review 5, 1 (1974): 97–110.
- Chang, Jun-mei. Ting Ling, Her Life and Her Work. Taipei: Institute of International Relations, 1978.
- Dien, Dora Shu-fang. "Ding Ling and 'Miss Sophie's Diary': A Psychobiographical Study of Adolescent Identity Formation." Making Meaning of Narratives: The Narrative Study of Lives 6 Thousand Oaks, Calif.: Sage Publications, 221–237.
- Ding Ling and Her Mother: A Cultural Psychological Study. Huntinton, NY: Nova Science, 2001.
- Feng, Jin. "The 'Bold Modern Girl': Ding Ling's Early Fiction." In *Feng, The New Woman in Early Twentieth-Century Chinese Fiction. West Lafayette, IN: Purdue University Press, 2001, 149–70.
- "The Revolutionary Age: Ding Ling's Fiction of the Early 1930s." In Feng, The New Woman in Early Twentieth-Century Chinese Fiction. West Lafayette, IN: Purdue University Press, 2001, 171–88.
- "Ding Ling in Yan'an: A New Woman within the Part Structure?" In Feng, The New Woman in Early Twentieth-Century Chinese Fiction. West Lafayette, IN: Purdue University Press, 2001, 189–96
- Feuerwerker, Yi-tsi Mei. Ding Ling's Fiction: Ideology and Narrative in Modern Chinese Literature. Cambridge: Harvard UP, 1982.
- "The Changing Relationship between Literature and Life: Aspects of the Writer's Role in Ding Ling [Ting Ling]." In Merle Goldman, ed. Modern Chinese Literature in the May Fourth Era. Cambridge: Harvard University Press, 1977, 281–307.
- "Ting Ling's 'When I was in Sha Chuan (Cloud Village)'." Signs, Journal of Women in Culture and Society 2, 1 (1976): 255–79.
- "The Uses of Literature: Ding Ling in Yan'an." In W. Kubin and R. Wagner, eds., Essays in Contemporary Chinese LIterature and Literary Criticism. Bochum: Brockmeyer, 1981.
- Huang, Xincun. “Politics, Gender and Literary Writings: A Study of Ding Ling in the Early 1940s.” Journal of Asian Culture 14 (1990): 33–54.
- Kubin, Wolfgang. "Sexuality and Literature in the People's Republic of China, Problems of the Chinese woman before and after 1949 as seen in Ding Ling's 'Diary of Sophia' (1928) and Xi Rong's story 'An Unexceptional Post' (1962)." In Wolfgang Kubin and Rudolf G. Wagner, eds., Essays in Modern Chinese Literature and Literary Criticism. Bochum: Brockmeyer, 1982, 168–91.
- Lai, Amy Tak-yee. "Liberation, Confusion, Imprisonment: The Female Self in Ding Ling's 'Diary of Miss Sophie' and Zhang Jie's 'Love Must Not Be Forgotten.'" Comparative Literature and Culture 3 (Sept. 1998): 88–103.
- Tang, Xiaobing. "Shanghai Spring 1930: Engendering the Revolutionary Body." In Chinese Modernism: The Heroic and the Quotidian. Durham: Duke UP, 2000, 97–130.
- Wang, Shunzhu. "The Double-Voiced Feminine Discouses in Ding Ling's 'Miss Sophie's Diary' and Zora Neale Hurston's Their Eyes Were Watching God." Tamkang Review 27, 1 (1997): 133–158.
- Zhang, Jingyuan. "Feminism and Revolution: The Work and Life of Ding Ling." In Joshua Mostow, ed, and Kirk A. Denton, China section, ed., Columbia Companion to Modern East Asian Literatures. NY: Columbia UP, 2003, 395–400.
- Zhou Liangpei. Ding Ling zhuan (Biography of Ding Ling). Beijing: Beijing shiyue wenyi, 1993.